# Leawood (Kansas)
Leawood é uma cidade localizada no estado americano de Kansas, no Condado de Johnson.

## Demografia
Segundo o censo americano de 2020, a sua população era de 33 902 habitantes, um aumento de 6,4% quando comparado com 2010 (31 867 pessoas).

## Geografia
De acordo com o United States Census Bureau tem uma área de 39,1 km², dos quais 39,1 km² cobertos por terra e 0,0 km² cobertos por água.

## Localidades na vizinhança
O diagrama seguinte representa as localidades num raio de 12 km ao redor de Leawood.